# Коркодин (посёлок)
Коркодин — посёлок в Верхнеуфалейском городском округе Челябинской области России.

## География
Находится примерно в 9 км к северо-северо-западу (NNW) от районного центра, города Верхний Уфалей, на высоте 419 метров над уровнем моря.

## История
В 1968 году в состав посёлка включен посёлок Хромитный.

## Население
| 2002 | 2010 |
| ---- | ---- |
| 215  | ↘146 |

Гендерный состав
По данным Всероссийской переписи в 2010 году 67 мужчин и 79 женщин из 146 человек.

## Улицы
Уличная сеть посёлка состоит из 8 улиц и 1 переулка.

## Транспорт
Через посёлок проходит ж-д линия Екатеринбург-Челябинск. Одноимённый остановочный пункт (перегон Полдневая-Разъезд 98 км)